# Canton Colimes
Canton Colimes är en kanton i Ecuador.   Den ligger i provinsen Guayas, i den västra delen av landet, 220 km sydväst om huvudstaden Quito.